# Swissair-Flug 111
Am 2. September 1998 stürzte eine McDonnell Douglas MD-11 (Luftfahrzeugkennzeichen: HB-IWF) auf dem Swissair-Flug 111 vom New Yorker John F. Kennedy International Airport nach Genf vor Peggy’s Cove, Kanada, in den Atlantik, nachdem es zu einem Kabelbrand in der Bordelektrik gekommen war. Bei diesem schwersten Unfall der Swissair und einer MD-11 kamen alle 215 Passagiere und 14 Besatzungsmitglieder ums Leben.
Es war das schwerste Flugunglück über kanadischem Hoheitsgebiet seit dem Absturz des Arrow-Air-Flugs 1285 am 12. Dezember 1985; damals starben alle 256 Menschen an Bord. Zudem ist Swissair-Flug 111 bis heute der schwerste Zwischenfall einer Fluggesellschaft aus dem deutschsprachigen Raum.

## Flugverlauf
Swissair-Flug SR 111 startete planmässig um 00:18 Uhr UTC (20:18 Ortszeit) vom Flughafen John F. Kennedy (JFK) in New York, nach Genf. Neben den beiden Piloten waren 215 Passagiere und 12 Flugbegleiter an Bord. Um 00:58 Uhr erreichte der Flug ohne Zwischenfälle die Reiseflughöhe von 33'000 Fuss.
Um 01:10 Uhr UTC bemerkte der Kopilot einen ungewöhnlichen Geruch im Cockpit, vom Flugschreiber aufgezeichnete Kommentare deuten darauf hin, dass eine geringe Menge Rauch ausgetreten sein könnte. Um 01:11 Uhr stellte der Kopilot, der seinen Sitz verlassen und sich auf die Suche nach der Ursache gemacht hatte, fest, dass «oben» nichts mehr sei. Der Kapitän stellte daraufhin fest, dass es definitiv Rauch gewesen sei. Eine ins Cockpit gerufene Flugbegleiterin bestätigte den Geruch und sagte, dass er in der Kabine nicht wahrnehmbar gewesen sei. Die Piloten waren sich einig, dass ein Problem mit der Klimaanlage vorliegen müsse, und leiteten entsprechende Massnahmen ein.
Um 01:13 Uhr nahmen beide erneut Rauch in der Kabine wahr und besprachen mögliche Ausweichflughäfen, über ACARS wurde die Wetterlage für die Flughäfen Genf, JFK, Boston und (durch einen Tippfehler inkorrekt) Moncton angefordert. Nachdem ein erster Versuch, das ACC Moncton zu erreichen, durch gleichzeitige Funksprüche anderer Flugzeuge verhindert wurde, erklärte der Kapitän um 01:14 Uhr Pan-pan und beantragte Boston als Ausweichflughafen, was ihm sofort genehmigt wurde. Das Flugzeug leitete eine Rechtskurve mit Kurs Boston ein; der Maître de Cabine wies einen anderen Flugbegleiter darauf hin, wegen des Rauchs nicht die Tür zum Cockpit zu öffnen.
Der zu diesem Zeitpunkt nächstgelegene Flughafen war der in Halifax, etwa 56 Seemeilen nordöstlich. Um 01:15 Uhr schlug die Flugverkehrskontrolle den Piloten deshalb vor, statt Boston Halifax anzufliegen. Der Vorschlag wurde akzeptiert und der Sinkflug eingeleitet, beide Piloten setzten ihre Sauerstoffmasken auf. Die Flugverkehrskontrolle erkundigte sich nach der Anzahl der Passagiere und dem noch vorhandenen Treibstoff an Bord, erhielt jedoch zunächst keine Antwort. Um 01:17 Uhr sank die MD-11 mit 4000 Fuss pro Minute und voll ausgefahrenen Luftbremsen. Der Maître de Cabine wurde angewiesen, die Passagiere auf eine sofortige Landung in 20 Minuten vorzubereiten.
Die Bodenkontrolle in Moncton erteilte um 01:18 Uhr die Freigabe zum Sinkflug auf 3000 Fuss, der Kopilot antwortete jedoch, lieber nur auf 8000 Fuss zu sinken, bis die Kabinenbesatzung bereit zur Landung sei. Um 01:19 Uhr gab die Flugverkehrskontrolle die Anweisung an SR 111, auf Kurs 030 für einen Anflug auf Landebahn 06 zu drehen. SR 111 befand sich jetzt 30 Seemeilen vor der Landebahn in Halifax. Ein Mitglied der Kabinenbesatzung kam auf Anforderung des Kapitäns in das Cockpit, um den Piloten die ausser Reichweite gelagerte Anflugkarte für Halifax zu geben. Das Flugzeug sank auf 21'000 Fuss, und die Crew teilte mit, dass die verbleibenden 30 Seemeilen für den Sinkflug nicht ausreichen würden. Erwartet wird ein Anflug für diese Entfernung aus 10'000 Fuß. Die Flugsicherung wies die Piloten deshalb an, auf Kurs 360° zu gehen, um in einer Schleife Höhe abzubauen.
Um 01:20 Uhr diskutierten die Piloten, dass eine schnelle Landung nötig sei, sollte sich der Rauch verdichten, und beschlossen, vor der Landung Treibstoff abzulassen. Die Flugverkehrskontrolle fragte ein zweites Mal nach Passagierzahl und der Treibstoffmenge an Bord. Der Kopilot meldete, dass sich 230 Tonnen Treibstoff an Bord befänden (tatsächlich betrug das Gesamtgewicht des Flugzeugs 230 Tonnen). Um 01:22 Uhr drehte die Swissair nach Südsüdwest auf Kurs 200°, um über dem Meer Treibstoff abzulassen. Das Flugzeug war nun 25 Seemeilen von Halifax entfernt. Der Kopilot reduzierte die Sinkrate und zog die Luftbremsen ein. Das Flugzeug ging zwischen 10'150 und 10'300 Fuss in den Horizontalflug über. Um 01:23 Uhr nannte der Fluglotse in Moncton 180° als neuen Steuerkurs und informierte die Crew, dass die Küste noch 15 Seemeilen entfernt sei. Der Flughafen befand sich zu diesem Zeitpunkt in 34 Seemeilen Entfernung.
Um 01:24 Uhr bat der Kopilot den Fluglotsen um die Freigabe für das Treibstoffablassen. Bis zu diesem Zeitpunkt hatten weder der Flugdatenschreiber noch die Piloten Systemausfälle und/oder -anomalien registriert. Wenige Sekunden später, um 01:24:09 Uhr, schaltete sich der Autopilot an Bord der MD-11 ab; und ein Warnton ertönte im Cockpit. Der Kopilot informierte Moncton um 01:24:29 Uhr, dass er nun manuell fliege, und bat um ein Höhenfenster von 9000 bis 11'000 Fuss. Der Fluglotse gestattete SR 111 eine Flughöhe zwischen 5000 und 12'000 Fuss. Um 01:24:42 Uhr erklärte der Kapitän einen Notfall (Emergency Call, höchste Priorität, das heisst unmittelbare Gefahr für Leib und Leben), während gleichzeitig der Kopilot die Höhenfreigabe bestätigte und ebenfalls einen Notfall erklärte, was der Lotse aber nicht bestätigte, da er gleichzeitig den geplanten Treibstoffablass an die Flight Service Station Halifax meldete. Um 01:24:46 Uhr meldete die Kabinenbesatzung einen Stromausfall in der Passagierkabine und setzte die Landevorbereitungen mit Taschenlampen fort. Um 01:24:53 Uhr kündigte der Kapitän an, unverzüglich mit dem Treibstoffablass zu beginnen und dann landen zu müssen, fast gleichzeitig protokollierte der Flugdatenschreiber um 01:24:54 Uhr den Ausfall des Gierdämpfers. Die Flugverkehrskontrolle antwortete um 01:24:57 Uhr, sie in wenigen Meilen zu kontaktieren, was der Kopilot um 01:25:01 Uhr mit «Roger» bestätigte, bevor er um 01:25:02 Uhr erneut einen Notfall erklärte, was der Lotse diesmal um 01:25:05 Uhr bestätigte.
Zwischen 01:25:06 Uhr und 01:25:14 Uhr fielen nacheinander alle wichtigen Flug- und Anzeigeninstrumente im Cockpit aus. Um 01:25:12 Uhr brach die Aufzeichnung des Flugdatenschreibers ab, um 01:25:41 Uhr die des Stimmrekorders, und um 01:26:04 Uhr schaltete sich der Transponder ab – Grund war jeweils ein Ausfall der Energieversorgung. Um 01:25:16 Uhr und 01:25:40 Uhr gab die Flugsicherung die Erlaubnis zum Ablassen von Treibstoff, erhielt aber keine Antwort; ein Audiofragment um 01:25:46 Uhr lässt sich eventuell SR 111 zuordnen, ist aber unverständlich.
Für die letzten Minuten des Fluges gab es keine Aufzeichnungen mehr. Um 01:31 Uhr stürzte die MD-11 mit einer Geschwindigkeit von fast 300 Knoten (555 km/h) ins Meer. Dabei trat eine Belastung von 350 g auf. Ohrenzeugen berichteten von einem lauten Donner. Seismographen zeichneten um diese Uhrzeit eine Erschütterung auf. Als gegen 02:30 Uhr die ersten Rettungskräfte eintrafen, fanden sie nur Leichen und Trümmer von SR 111.

## Chronik: Die letzten Worte des Piloten von SR-111
Nachstehend das Protokoll der 4 Minuten und 36 Sekunden dauernden Aufzeichnung der Funkgespräche zwischen den Piloten des Swissair-Fluges 111 und dem Fluglotsen.
Sie wurden von der kanadischen Nachrichtenagentur Canadian Press ins Internet gestellt. Das Protokoll stützt sich in AP-Übersetzung auf ein Transkript von Kanadas Verkehrssicherheitsbehörde TSB vom September 1998, von der auch die Zeitangaben stammen. Auslassungen sind mit (…) markiert.
01:21:23 Halifax: „Swissair eins-elf, wenn Sie Zeit haben, könnte ich die Zahl der Seelen an Bord und Ihren Treibstoff an Bord haben bitte, für die Notfalldienste.“
01:21:30 SR-111:  „Verstanden. Zurzeit hat es zwei-drei-null Tonnen Benzin an Bord. Wir müssen einigen Treibstoff ablassen. Können wir das in diesem Gebiet während des Sinkflugs tun?“

(…)
01:22:04 Halifax: „Swissair eins-elf, verstanden, drehen Sie nach links Kurs zwei-null-null Grad und geben Sie Bescheid, wenn Sie zum Ablassen bereit sind. Es sind etwa zehn Meilen, bis Sie von der Küste weg sind. Sie sind immer noch innerhalb von rund 25 Meilen vom Flughafen.“
01:22:20 SR-111: „Verstanden, wir drehen nach links, und in dem Fall sinken wir vorerst nur auf zehntausend Fuss, um Treibstoff abzulassen.“
01:22:29 Halifax: „OK, halten Sie eins-null-tausend. Ich werde Ihnen Bescheid geben, wenn Sie über dem Wasser sind, und das wird sehr bald sein.“
01:22:34 SR-111: „Verstanden.“
01:22:36 SR-111: „Du bisch i dr emergency checklist für air conditioning smoke?“ (Gespräch zwischen den beiden Piloten, das unbeabsichtigt über Funk geht)
01:22:42 Halifax: „Swissair eins-elf, sagen Sie das noch einmal bitte.“
01:22:45 SR-111: „Entschuldigung, das war nicht für Sie. Swissair eins-elf hat sich intern erkundigt. Es war mein Fehler, Entschuldigung dafür.“

(…)
01:24:28 SR-111: „Swissair eins-elf. Zurzeit müssen wir manuell fliegen. Sind wir berechtigt, zwischen zehn-, elf-tausend und neuntausend Fuss zu fliegen?“
01:24:38 Halifax: „Sie können sich zwischen fünftausend und zwölftausend Fuss aufhalten, wenn Sie das wünschen.“
01:24:45 SR-111: „Swissair eins-elf schwer erklärt den Notfall (das Gespräch wird von einer zweiten Stimme übertönt) Verstanden, wir sind zwischen zwölf- und fünftausend Fuss. Wir erklären den Notstand um null-eins-zwei-vier“ (Zeitangabe).
01:24:56 Halifax: „Verstanden.“
01:24:56 SR-111: „Elf schwer, wir beginnen nun, Treibstoff abzulassen. Wir müssen sofort landen.“
01:25:00 Halifax: „Swissair eins-elf, nur noch einige Meilen. Ich werde gleich bei Ihnen sein.“

(…)
01:25:19 Halifax: „Swissair eins-elf, Sie haben nun die Erlaubnis, auf dieser Route mit dem Ablassen des Treibstoffs zu beginnen. Und geben Sie Bescheid, wenn das Ablassen fertig ist.“
01:25:43 Halifax: „Swissair eins-elf, check, Sie haben die Erlaubnis, den Treibstoff abzulassen.“

## Fakten

### Die Piloten
Der verantwortliche Pilot (Flugkapitän) Urs Zimmermann war 49 Jahre alt und hatte zum Zeitpunkt des Absturzes 10'800 Flugstunden, davon 900 auf der MD-11. Er war seit 1971 bei der Swissair, seit 1983 als verantwortlicher Captain. 1994 wurde er Ausbilder für Airbus- und später für MD-11-Piloten. Im Verlauf seiner Dienstzeit war es noch nie zu Zwischenfällen gekommen.
Der erste Offizier (Kopilot) Stephan Löw war 36 Jahre alt und hatte von seinen 4800 Flugstunden 230 auf diesem Typ verbracht. Er war seit 1991 bei der Swissair. Im Mai des Jahres hatte er die Flugmusterberechtigung für die MD-11 erhalten. Auch während seiner Dienstzeit gab es keine Zwischenfälle.
Beide Piloten waren zum Zeitpunkt des Unfalls in guter gesundheitlicher Verfassung. Vor dem Flug hatten sie 27 Stunden Ruhezeit.

### Die Fluglotsen
Der für den oberen Luftraum zuständige Fluglotse in Moncton (Kanada) war 32 Jahre alt und hatte 9 Jahre Berufserfahrung. Er war zum Zeitpunkt des Funkverkehrs mit SR 111 seit 5 Stunden im Dienst, davor hatte er 72 Stunden frei. Um 01:18:11 Uhr UTC übergab er den Flug an die Bodenkontrolle, die den Anflug auf Halifax begleiten sollte. Der dortige Fluglotse war 51 Jahre alt und seit 26 Jahren in Moncton tätig. Zum Zeitpunkt des Ereignisses war er seit 8 Stunden im Dienst, davor hatte er 16 Stunden Freizeit.
Beide Lotsen besassen alle erforderlichen Qualifikationen. Das Luftverkehrsaufkommen war zur Zeit des Absturzes gering.

### Das Flugzeug
Die verunglückte Maschine war ein Passagierflugzeug der McDonnell Douglas Corporation vom Typ MD-11. Es war mit drei Triebwerken vom Typ Pratt & Whitney 4462 ausgestattet und trug die Seriennummer 48448.
Die Maschine war am 5. August 1991 neu an Swissair ausgeliefert worden und erhielt das Luftfahrzeugkennzeichen HB-IWF. Sie leistete bis zum Unfall insgesamt 36'041 Flugstunden. Ausgestattet war sie mit 241 Sitzplätzen, davon 12 in der First-, 49 in der Business- und 180 in der Economy-Klasse.
| Opferliste nach Nationalitäten sortiert | Opferliste nach Nationalitäten sortiert | Opferliste nach Nationalitäten sortiert | Opferliste nach Nationalitäten sortiert |
| Nationalität                            | Passagiere                              | Crew                                    | Gesamt                                  |
| --------------------------------------- | --------------------------------------- | --------------------------------------- | --------------------------------------- |
| Afghanistan                             | 1                                       | 0                                       | 1                                       |
| Ägypten                                 | 1                                       | 0                                       | 1                                       |
| Volksrepublik China                     | 1                                       | 0                                       | 1                                       |
| Deutschland                             | 1                                       | 0                                       | 1                                       |
| Frankreich                              | 41                                      | 0                                       | 41                                      |
| + Vereinigte Staaten                    | 2                                       | 0                                       | 2                                       |
| + Vereinigtes Königreich                | 1                                       | 0                                       | 1                                       |
| Griechenland                            | 1                                       | 0                                       | 1                                       |
| + Vereinigte Staaten                    | 1                                       | 0                                       | 1                                       |
| Indien                                  | 1                                       | 0                                       | 1                                       |
| Iran                                    | 1                                       | 0                                       | 1                                       |
| + Vereinigte Staaten                    | 1                                       | 0                                       | 1                                       |
| Israel + Schweiz                        | 1                                       | 0                                       | 1                                       |
| Italien                                 | 3                                       | 0                                       | 3                                       |
| Jugoslawien                             | 1                                       | 0                                       | 1                                       |
| Kanada                                  | 3                                       | 0                                       | 3                                       |
| + Marokko                               | 1                                       | 0                                       | 1                                       |
| Mexiko                                  | 1                                       | 0                                       | 1                                       |
| Russland                                | 1                                       | 0                                       | 1                                       |
| Saudi-Arabien                           | 1                                       | 0                                       | 1                                       |
| Schweiz                                 | 31                                      | 13                                      | 44                                      |
| + Niederlande                           | 1                                       | 0                                       | 1                                       |
| + Vereinigtes Königreich                | 2                                       | 0                                       | 2                                       |
| + Vereinigte Staaten                    | 1                                       | 0                                       | 1                                       |
| Spanien                                 | 1                                       | 0                                       | 1                                       |
| Vereinigtes Königreich                  | 3                                       | 0                                       | 3                                       |
| + Vereinigte Staaten                    | 2                                       | 0                                       | 2                                       |
| Vereinigte Staaten                      | 110                                     | 1                                       | 111                                     |
| Total                                   | 215                                     | 14                                      | 229                                     |

## Flugunfalluntersuchung
Die Untersuchung des Unfalls dauerte über vier Jahre und kostete 39 Millionen Dollar. Zeitweise waren mehr als 4000 Menschen mit der Bergung beschäftigt. Beteiligt waren neben der federführenden kanadischen Verkehrssicherheitsbehörde Transportation Safety Board of Canada (TSB) Vertreter der US-amerikanischen und Schweizer Flugsicherung und der Swissair sowie die Firmen Boeing (als Rechtsnachfolger von McDonnell Douglas) und der Triebwerkhersteller Pratt & Whitney, ausserdem Pilotenvereinigungen und Versicherungen.
Die MD-11 wurde beim Aufprall auf die Wasseroberfläche in mehrere tausend Teile zerrissen. Die meisten sanken auf den Meeresgrund in etwa 55 Meter Tiefe bei 44° 24′ 33″ N, 63° 58′ 25″ W. Das unterseeische Trümmerfeld war 125 Meter lang und 95 Meter breit. 126,5 Tonnen Trümmer wurden geborgen, das entspricht 98 % der Flugzeugmasse. Die Bergung der Wrackteile dauerte 15 Monate. Im Dezember 1999 wurden mit Hilfe eines Saugbaggers die letzten Kleinteile vom Meeresboden geholt.
Am 27. März 2003 legte die TSB in Halifax den abschliessenden Unfallbericht vor. Er sagte aus, dass wahrscheinlich ein Störlichtbogen – ausgelöst durch eine beschädigte Isolierung eines Kupferkabels über der oberen Cockpitverkleidung – die benachbarte Thermoschallisolation entzündet hatte. Das betreffende Kabel versorgte das bordeigene Unterhaltungssystem IFEN (In-flight Entertainment Network) mit elektrischer Energie. Über das IFEN konnten die Gäste der ersten Klasse und der Business-Klasse an ihren Plätzen Videos schauen oder Computerspiele spielen.
Der Untersuchungsbericht stellte fest, dass die MPET-Beschichtung des im Flugzeug verbauten Dämmmaterials und andere Teile nicht genügend feuerfest waren. Deshalb konnte sich der Brand zunächst unbemerkt ausbreiten. Dann zerstörte er die Zuleitungen wichtiger Cockpitinstrumente, so dass die Piloten in der Dunkelheit über dem Meer die Orientierung verloren. 6 Minuten vor dem Absturz verschmorte auch die Datenleitung zum Flugdatenschreiber im Heck, was die Rekonstruktion des Unfalls zusätzlich erschwerte.
Als Resultat aus dem Unfall sprach die TSB 23 Sicherheitsempfehlungen aus. Sie empfahl neue Standards für Materialtests auf Feuerfestigkeit, ausserdem den Einsatz von Feuermeldern in Flugzeugcockpits und die Installation von Videokameras in Hohlräumen. Ausserdem sollte Flugpersonal besser für die Brandbekämpfung trainiert werden.
Am 25. Dezember 2003 ordnete das Luftfahrt-Bundesamt in Braunschweig als Konsequenz aus der Katastrophe den Austausch aller MPET-beschichteten Isolationen für Flugzeuge in Deutschland an.
Die zuständige Aufsichtsbehörde in der Schweiz, das Bundesamt für Zivilluftfahrt, übernahm von der TSB rund 50 im Zusammenhang mit dem Absturz der MD-11 stehende Empfehlungen. Sie wurden als nationale Anweisungen veröffentlicht.

## Verfilmung

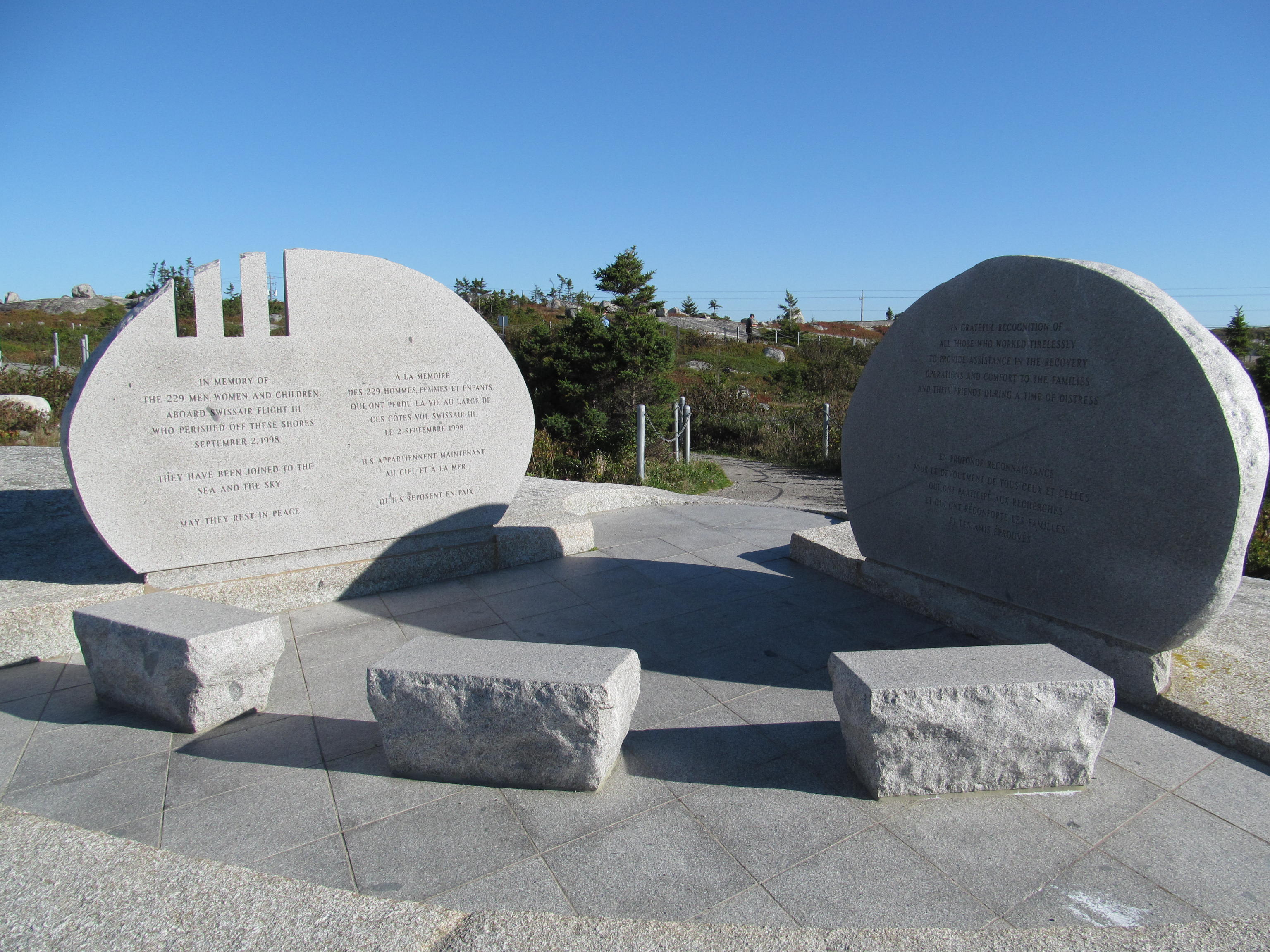
Gedenkstätte für den Swissair-Flug 111 bei Peggy’s Cove

Die Katastrophe von Swissair-Flug 111 wurde in der kanadischen Fernsehserie Mayday – Alarm im Cockpit mit dem englischen Titel Fire on Board und dem deutschen Titel Swissair, Flug 111 gezeigt. In nachgestellten Szenen, Animationen sowie Interviews mit Hinterbliebenen und Ermittlern wurde über die Vorbereitungen, den Ablauf und die Hintergründe des Fluges berichtet. In einer weiteren filmischen Aufarbeitung wurde der Vorfall in der amerikanischen Fernsehserie Sekunden vor dem Unglück in der Folge Feuer im Cockpit dargestellt. Weitere filmische Dokumentationen sind Feuer an Bord – Die Tragödie von Swissair Flug 111 sowie «Es geschah am...»: Swissair 111 – Absturz über Halifax von Schweizer Radio und Fernsehen.

## Kontroverse
In einem vom kanadischen Fernsehsender CBC am 16. September 2011 ausgestrahlten Dokumentarfilm wird der Untersuchungsbehörde TSB vorgeworfen, die Hypothese eines Mordanschlags vernachlässigt oder sogar jegliche Untersuchung in diese Richtung unterbunden zu haben. So soll im Wrack die zehnfache der zu erwartenden Menge Magnesium gefunden worden sein. Magnesium gilt als ein typischer Brandbeschleuniger. Gegen diese Darstellung wird eingewendet, sie stütze sich auf Aussagen einer einzigen Person, Tom Juby, des damaligen Chefermittlers. Darüber hinaus wurde über eine Fracht von Diamanten spekuliert, von denen bei den Bergungsaktionen kein einziger auftauchte. Dies wurde als Hinweis auf einen Versicherungsbetrug betrachtet. Eine weitere alternative Theorie, welche von wenigen britischen und US-Medien aufgegriffen wurde, sieht den britischen Geheimdienst als möglichen Drahtzieher des Unfalls, weil der ehemalige MI6-Agent Richard Tomlinson ursprünglich auf dem Todesflug gebucht war. Tomlinson war von den britischen Behörden gesucht, weil er streng geheime Informationen des MI6 an die Medien weitergeleitet und angedroht hatte, dies auch weiterhin zu tun. Tomlinson wurde allerdings nach seinem Hinflug aus Genf (dem Flug Swissair 110) am New Yorker Flughafen JFK die Einreise in die USA verweigert. Dieser Theorie hatte auch Tom Juby auf seiner Webseite Aufmerksamkeit geschenkt.
Laut dem Bericht der CBC wurde die These eines Anschlages zusätzlich von einem leitenden Wissenschaftler gestützt, der das Magnesium in den Wrackteilen nachgewiesen habe. Auch dieser sagte aus, dass seine Erkenntnisse und Hinweise auf unsachliche Weise relativiert worden seien. Der Dokumentarfilm wurde vom Schweizer Fernsehen nicht ausgestrahlt, weil er zu sehr auf Spekulation beruhte.
Eine weitere Debatte wurde vom Wall Street Journal ausgelöst. In einem im Januar 1999 erschienenen Artikel wurde behauptet, dass sich Kapitän und Erster Offizier nicht einig waren, ob nach dem Erscheinen von Rauch im Cockpit ein schneller Sinkflug mit Kurs nach Halifax vorgenommen werden sollte: Der Kapitän Urs Zimmermann beharrte angeblich auf einer aufwendigen und langsamen Fuel Dumping-Prozedur samt Durchgehen einer entsprechenden Checkliste mit einem Kurswechsel, der das Flugzeug weg vom Flughafen brachte. Er wies seinen Ersten Offizier Stephan Löw an, nicht zu schnell zu sinken. Die kanadischen Behörden wollten den Artikel nicht kommentieren.